# Hanna Łuczak
Hanna Maria Łuczak (ur. 19 lutego 1959 w Gnieźnie) – polska artystka intermedialna.

## Życiorys
Studiowała w Wyższej Szkole Sztuk Plastycznych w Poznaniu, w 1984 roku uzyskała dyplom z wyróżnieniem z rysunku w pracowni Jarosława Kozłowskiego i malarstwa w pracowni Jerzego Kałuckiego. Od 1984 wykłada na Uniwersytecie Artystycznym w Poznaniu, a od 2008 roku jest tam profesorem na Wydziale Malarstwa i Rysunku, w Katedrze Rysunku.
W latach 1981–1990 współprowadziła Galerię Akumulatory 2 w Poznaniu. Zajmuje się instalacją przestrzenną, rysunkiem, grafiką, rzeźbą, malarstwem, książką artystyczną.

## Prace dostępne w zbiorach
(wg źródła)
- Muzeum Sztuki w Łodzi
- Muzeum Narodowego w Poznaniu
- Muzeum Artystów w Krakowie
- Centrum Sztuki Współczesnej Zamek Ujazdowski w Warszawie
- Galerii Arsenał w Białymstoku
- Galerii Sztuki Współczesnej BWA w Sandomierzu Sandomierzu
- Robin Klassnik Collection w Londynie
- Cleveland Gallery w Middlesbrough

## Wybrane wystawy indywidualne
(wg źródła)
- Galeria Akumulatory 2, Poznań (1983, 1985)
- Zakład nad fosą, Wrocław (1985)
- Matt’s Gallery, Londyn (1985)
- Kusthallen, Odenese (1988)
- Galeria AT, Poznań (1989, 1993,1998, 2001, 2009)
- Galeria Potocka, Kraków (1990, 2001)
- Optica Gallery, Montreal (1990)
- Centrum Sztuki Współczesnej, Warszawa (1992, 1996, 2010)
- Galeria Labirynt, Lublin (1993)
- Galeria Arsenał, Białystok (1993)
- Nikolaj Galerie, Kopenhaga (1994)
- Herslebsgate 10 Gallery, Oslo (1995)
- Galeria Sztuki Współczesnej, Sandomierz (1995)
- Stadtsgalerie, Bern (1997)
- Galeria Biała, Lublin (1998)
- Galeria Grodzka, Lublin (1998)
- Galeria Muzalewska, Poznań (2003,2013)
- Galeria XXI, Warszawa, (2004)
- Galeria OKO/UCHO, Poznań (2005, 2007)
- Galeria Arsenał, Poznań (2008)

Brała też udział w kilkudziesięciu wystawach zbiorowych w Polsce, Kanadzie, Brazylii, Francji, Niemczech, Szwajcarii, Wielkiej Brytanii, na Węgrzech.
W 1994 Łuczak reprezentowała Polskę na XXII Biennale w São Paulo.